# Bohater Związku Radzieckiego

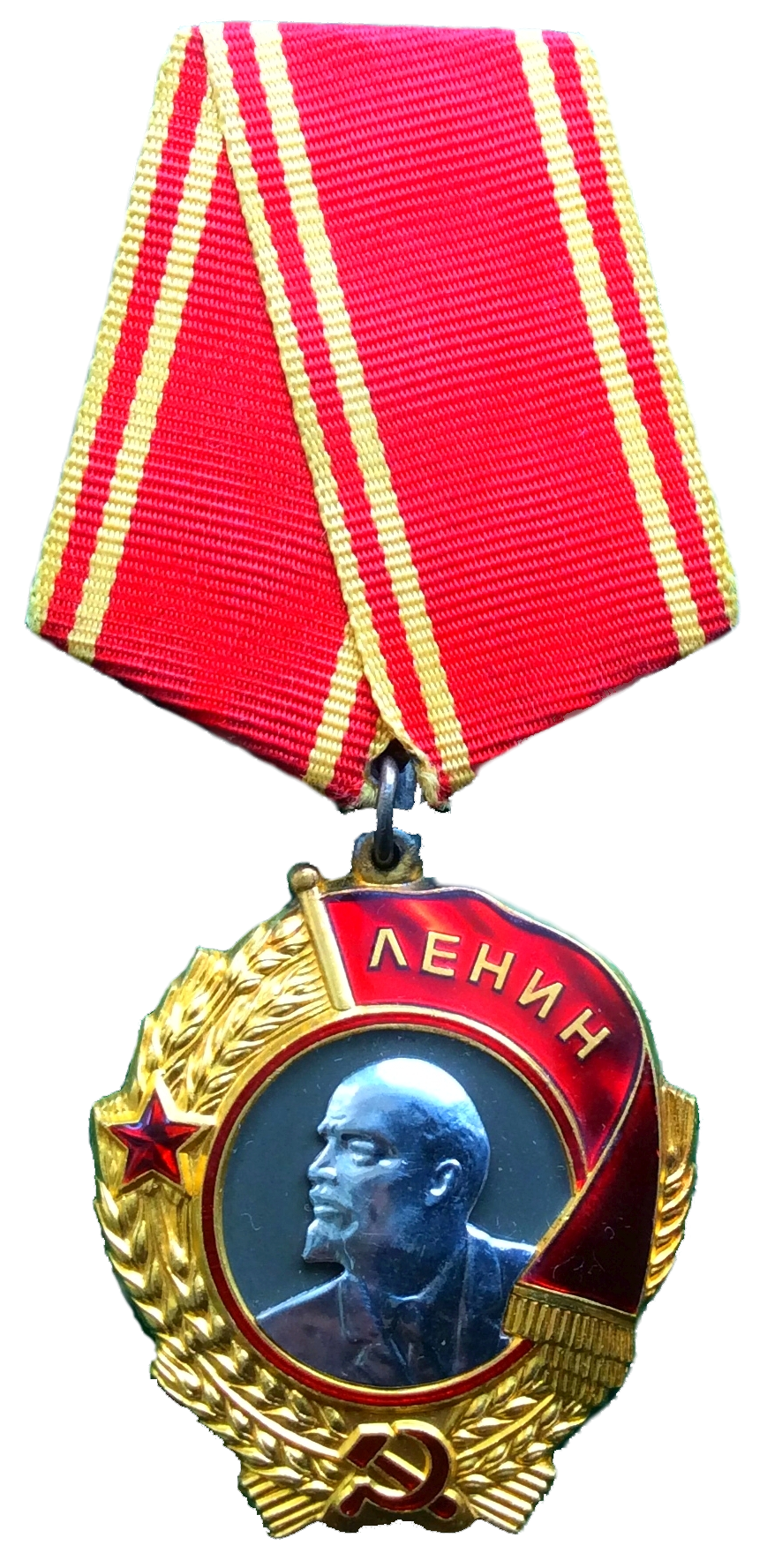
Order Lenina wręczany wraz z nadaniem tytułu Bohatera Związku Radzieckiego

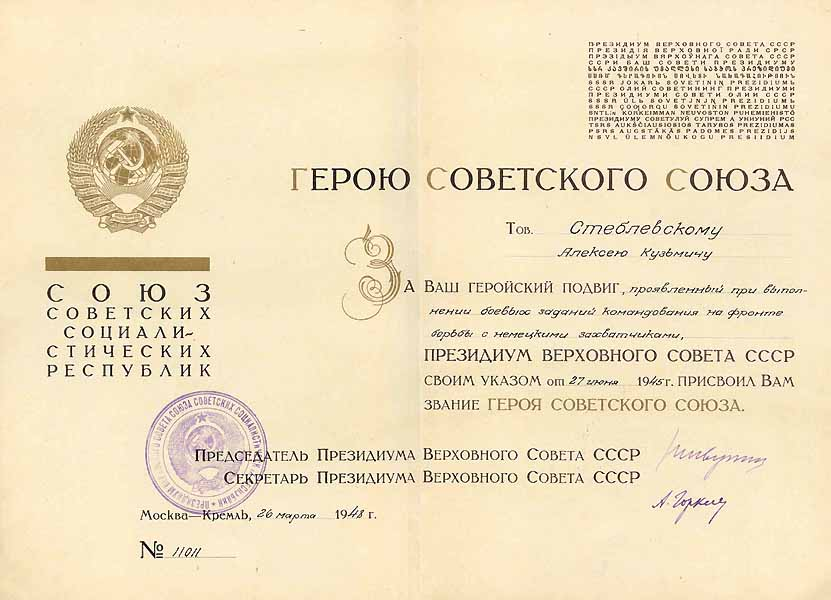
Dyplom nadania tytułu Bohatera Związku Radzieckiego

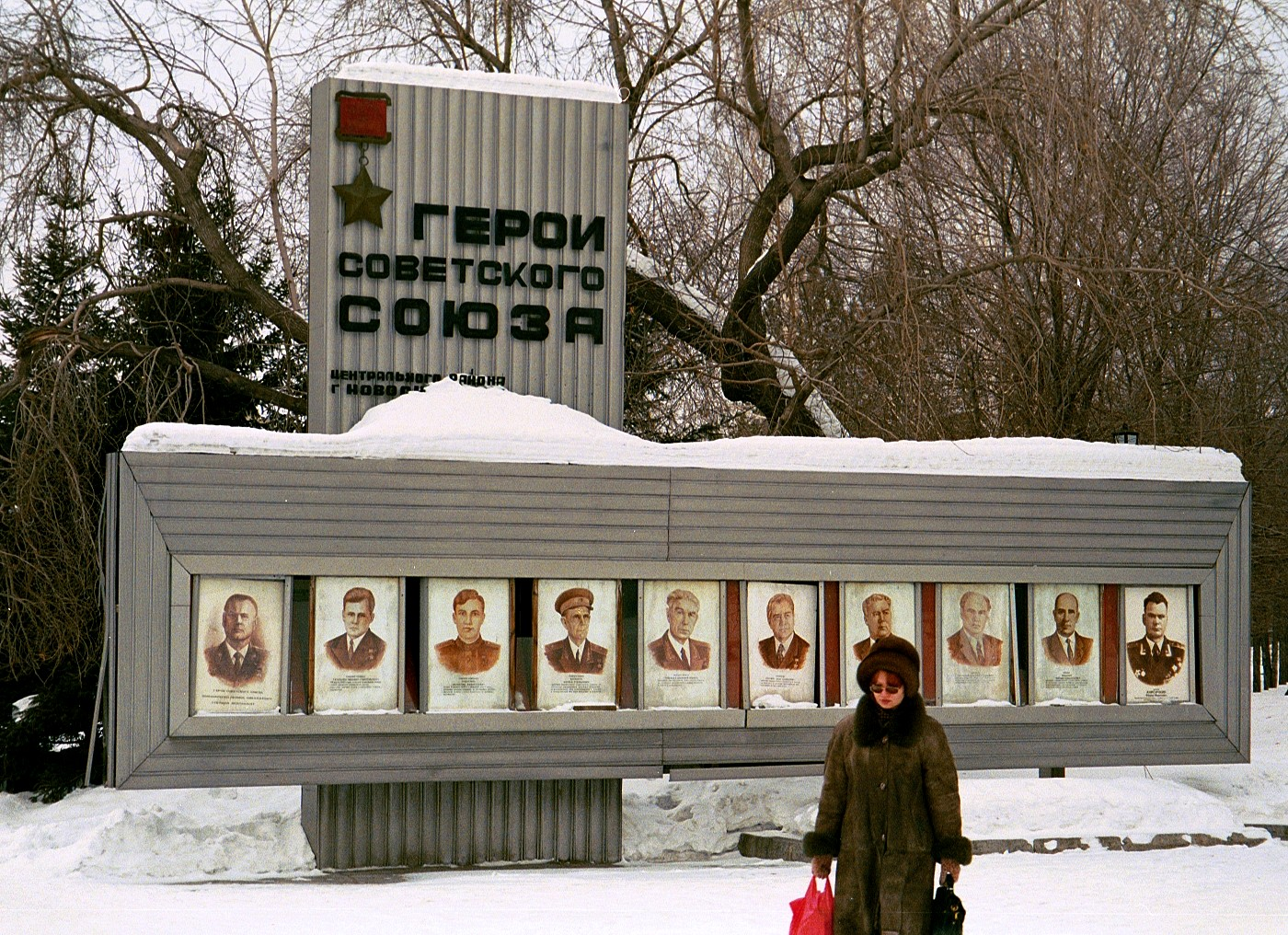
Gablota z portretami Bohaterów Związku Radzieckiego w centrum Nowosybirska (1999)

Bohater Związku Radzieckiego (ros. Герой Советского Союза, trn. Gieroj Sowietskogo Sojuza) – najwyższy tytuł honorowy ZSRR.
Tytuł honorowy Bohatera Związku Radzieckiego został ustanowiony dekretem Centralnego Komitetu Wykonawczego ZSRR 16 kwietnia 1934 roku, a 29 lipca 1936 roku został zatwierdzony regulamin przyznawania tego tytułu; później regulamin ten zmieniano, nadając mu 14 maja 1973 roku nową redakcję.

## Historia
Pierwsze tytuły Bohatera Związku Radzieckiego otrzymało 20 kwietnia 1934 roku siedmiu radzieckich lotników, którzy uratowali załogę radzieckiego parowca „Czeluskin”, zmiażdżonego przez lody (m.in. Michaił Wodopianow oraz Polak z pochodzenia Zygmunt Lewoniewski). Spośród nich „Złotą Gwiazdę” nr 1 otrzymał Anatolij Lapidiewski.
Do 1941 roku tytułem Bohatera Związku Radzieckiego wyróżniono ponad 600 osób (głównie żołnierzy i oficerów Armii Czerwonej).
W okresie tzw. wielkiej wojny ojczyźnianej (1941–45) tytuły Bohatera Związku Radzieckiego jako pierwsi otrzymali żołnierze – pogranicznicy oraz piloci. Byli to m.in. ppor. Anton Łopatin, plut. Iwan Buzyckow i kpt. Nikołaj Gastełło. Znany pilot – Bohater Związku Radzieckiego – ppłk Stiepan Suprun za bohaterstwo i odwagę w walkach powietrznych jako pierwszy w okresie wojny (22 lipca 1941) został nagrodzony po raz drugi Medalem „Złotej Gwiazdy”.
W latach II wojny światowej przyznano łącznie ponad 11 500 tytułów Bohatera Związku Radzieckiego. W tym 104 tytuły nadano po raz drugi, a piloci myśliwscy – Aleksandr Pokryszkin (jako pierwszy) i Iwan Kożedub oraz Marszałek Związku Radzieckiego Gieorgij Żukow zostali wyróżnieni trzema Medalami „Złotej Gwiazdy”. Tytuł Bohatera Związku Radzieckiego przyznano 234 partyzantom. Dwaj wybitni organizatorzy oraz dowódcy oddziałów partyzanckich Sidor Kowpak i Aleksiej Fiodorow zostali odznaczeni dwoma Medalami „Złotej Gwiazdy”.
Po bitwie pod Lenino dekretem Prezydium Rady Najwyższej ZSRR nadano pośmiertnie tytuł Bohatera Związku Radzieckiego trzem Polakom, żołnierzom 1 Dywizji Piechoty im. Tadeusza Kościuszki za wzorowe wykonanie zadań bojowych dowództwa na froncie walki z najeźdźcami niemieckimi i przejawioną przy tym odwagę i bohaterstwo.
Łącznie do 1983 roku Medal „Złotej Gwiazdy” i tytuł Bohatera Związku Radzieckiego otrzymało ponad 12 500 osób. Wśród nich 141 nagrodzono dwoma Medalami „Złotej Gwiazdy”, trzema medalami – 3 osoby (marsz. lotn. Aleksandr Pokryszkin, marsz. lotn. Iwan Kożedub, Marszałek Związku Radzieckiego Siemion Budionny) oraz czterema medalami – 2 osoby (Marszałek Związku Radzieckiego Gieorgij Żukow i marsz. Leonid Breżniew, któremu jednak tytuły te nadawano z przyczyn politycznych, w latach 1966–1981). Tytuły Bohatera Związku Radzieckiego otrzymywali m.in. wszyscy kosmonauci po odbytym locie kosmicznym, także cudzoziemcy odbywający loty w ramach radzieckiego programu kosmicznego Interkosmos.
Ostatnią osobą, której nadano tytuł Bohatera Związku Radzieckiego, był kapitan III rangi Leonid Sołodkow, odznaczony już po rozpadzie ZSRR – 16 stycznia 1992 roku.
Tytuł Bohatera Związku Radzieckiego otrzymało 91 kobiet i ponad 40 cudzoziemców.
Wzór i formułę tytułu Bohatera Związku Radzieckiego przejęło wiele państw bloku wschodniego, tworząc własne tytuły honorowe, takie jak Bohater Mongolskiej Republiki Ludowej, Bohater Czechosłowackiej Republiki Socjalistycznej, Bohater Ludowej Republiki Bułgarii, czy Bohatera Republiki Kuby. Po rozpadzie Związku Radzieckiego wiele byłych republik radzieckich ustanowiło nowe tytuły honorowe wzorowane na starym, ogólnozwiązkowym tytule, m.in. Bohater Federacji Rosyjskiej, Bohater Ukrainy, czy Bohater Białorusi.

## Opis
Zgodnie z regulaminem tytuł ten był najwyższym zaszczytnym wyróżnieniem i był nadawany przez Prezydium Rady Najwyższej ZSRR za bohaterskie czyny i wybitne zasługi dla państwa. Mógł być przyznawany pojedynczym osobom lub zbiorowościom.
Bohaterowi Związku Radzieckiego wręczano specjalny medal Złota Gwiazda (od 1939 roku), Order Lenina oraz dyplom Prezydium Rady Najwyższej ZSRR.
Tytuł Bohatera Związku Radzieckiego można było nadawać wielokrotnie; osoba taka otrzymywała następny medal Złotej Gwiazdy. W przypadku przyznania tytułu Bohatera Związku Radzieckiego po raz drugi, obok dyplomu, orderu i medalu wyróżnionemu wykonywano popiersie z brązu z odpowiednim tytułem, które umieszczano w rodzinnych stronach bohatera.

## Wyróżnieni

### Obcokrajowcy wyróżnieni tytułem Bohatera Związku Radzieckiego
- Abdul Ahad Mohmand – pierwszy afgański kosmonauta
- Ahmad Ben Bella – pierwszy prezydent Algierii
- Georgi Iwanow – pierwszy bułgarski kosmonauta
- Aleksandr Panajotow Aleksandrow – drugi bułgarski kosmonauta, dubler Georgi Iwanowa
- Zachari Zachariew – bułgarski lotnik wojskowy mieszkający w ZSRR, uczestnik wojny domowej w Hiszpanii, pierwszy obcokrajowiec wyróżniony tym tytułem
- Wladimír Zaimow – bułgarski generał artylerii
- Todor Żiwkow – bułgarski działacz komunistyczny, premier i przewodniczący Rady Państwa Ludowej Republiki Bułgarii (1971–1989)
- Primo Gibelli – włoski lotnik, uczestnik wojny domowej w Hiszpanii
- Josef Buršík – odznaczony za bohaterstwo w wyzwalaniu Kijowa 21 grudnia 1943, po radzieckiej inwazji na Czechosłowację zwrócił odznaczenie
- Otakar Jaroš – jako pierwszy obcokrajowiec 17 kwietnia 1943 nagrodzony tytułem Bohatera ZSRR, za udział w bitwie pod Sokołowem
- Ján Nálepka – Słowak, odznaczony pośmiertnie 2 maja 1945
- Vladimír Remek – pilot wojskowy, pierwszy Czech w kosmosie, pierwszy kosmonauta niebędący obywatelem ZSRR ani Stanów Zjednoczonych
- Antonín Sochor – odznaczony za bohaterstwo w wyzwalaniu Kijowa 21 grudnia 1943
- Ludvík Svoboda – prezydent Czechosłowacji
- Stepan Wajda – czechosłowacki żołnierz narodowości ukraińskiej, odznaczony pośmiertnie 10 sierpnia 1945
- Richard Tesařík – odznaczony za bohaterstwo w wyzwalaniu Kijowa 21 grudnia 1943
- Abdel Hakim Amer – egipski generał i polityk, uczestnik I wojny arabsko-izraelskiej w 1948 i rewolucji egipskiej w 1952
- Gamal Abdel Naser – egipski oficer i polityk, prezydent Egiptu (1954–1970)
- Jean-Loup Chrétien – generał brygady francuskich sił powietrznych, pierwszy francuski astronauta
- Marcel Albert – francuski pilot wojskowy
- Jacques André – francuski pilot wojskowy
- Roland de La Poype – francuski pilot wojskowy
- Marcel Lefèvre – francuski pilot wojskowy
- Rubén Ruiz Ibárruri – hiszpański oficer w służbie radzieckiej
- Ramón Mercader – hiszpański komunista, zabójca Lwa Trockiego w 1940 r.
- Rakesh Sharma – pierwszy indyjski kosmonauta
- Fidel Alejandro Castro Ruz – przywódca kubański, premier i prezydent Republiki Kuby
- Arnaldo Tamayo Méndez – kubański generał pilot, pierwszy kubański kosmonauta
- Juozas Vitas – lider antyfaszystowskiego podziemia na Litwie
- Stanislavas Vaupšas – oficer radzieckiego wywiadu litewskiego pochodzenia
- Dżügderdemidijn Gürragczaa – pierwszy mongolski kosmonauta
- Fritz Schmenkel – niemiecki antyfaszysta, partyzant walczący na Białorusi
- Erich Honecker – niemiecki polityk komunistyczny, I sekretarz NSPJ, przywódca NRD
- Sigmund Jähn – pierwszy wschodnioniemiecki kosmonauta
- Erich Mielke – niemiecki polityk i funkcjonariusz komunistyczny, szef wschodnioniemieckiej służby bezpieczeństwa Stasi
- Walter Ulbricht – niemiecki polityk komunistyczny, I sekretarz NSPJ i przewodniczący Rady Państwa NRD
- Mirosław Hermaszewski – pierwszy polski kosmonauta
- Juliusz Hibner – komunista polskiego pochodzenia, uczestnik bitwy pod Lenino
- Aniela Krzywoń – szeregowiec 1 Dywizji Piechoty im. Tadeusza Kościuszki, uczestniczka bitwy pod Lenino
- Zygmunt Lewoniewski – lotnik polarny polskiego pochodzenia
- Stanisław Popławski – polski oficer, gen. armii
- Józef Świdziński – radziecki żołnierz pochodzenia polskiego
- Władysław Wysocki – polski oficer, uczestnik bitwy pod Lenino
- Dumitru Prunariu – pierwszy rumuński kosmonauta
- Muhammed Faris – pierwszy syryjski kosmonauta
- Bertalan Farkas – pierwszy węgierski kosmonauta
- János Kádár – węgierski polityk komunistyczny, premier Węgierskiej Republiki Ludowej
- Phạm Tuân – pierwszy wietnamski kosmonauta